# Nürnberg Ice Tigers
I Nürnberg Ice Tigers sono una squadra di hockey su ghiaccio tedesca che milita nella DEL. La franchigia gioca le sue partite a Norimberga presso l'Arena Nürnberger Versicherung. La squadra venne fondata nel 1980 come EHC 80 Nürnberg, per poi cambiare nome in Nürnberg Ice Tigers nel 1995/96: l'EHC80 resta la società madre della compagine bavarese, militante nelle divisioni minori e nelle categorie giovanili. 
Con la stagione 2005-06 la squadra passò alla denominazione di Sinupret Ice Tigers, come un prodotto commercializzato dallo sponsor principale Bionorica AG, la compagine ha conservato il diritto sul nome con un accordo decennale. A causa di problemi finanziari nel 2009 la sponsorizzazione fu ritirata; successivamente la squadra venne acquisita dal gioielliere Thomas Sabo, assumendo il nome di Thomas Sabo Ice Tigers. Nel 2020 il club ha assunto nuovamente la denominazione originaria di Nürnberg Ice Tigers. 
Tra i maggiori successi si contano due secondi posti in campionato, rispettivamente nel 1999 e nel 2007, e una semifinale di Spengler Cup raggiunta nel 2018. 

## Rosa attuale
Al 7 dicembre 2007. 
| Portieri | Portieri            | Portieri           | Portieri | Portieri  | Portieri              |
| -------- | ------------------- | ------------------ | -------- | --------- | --------------------- |
| #        |                     | Giocatore          | Pinza    | Contratto | Luogo di nascita      |
| 1        | Germania (bandiera) | Dimitrij Kotschnew | L        | 2009      | Karaganda, Kazakistan |
| 25       | Germania (bandiera) | Patrick Ehelechner | L        | 2008      | Rosenheim, Germania   |

| Difensori | Difensori              | Difensori          | Difensori | Difensori | Difensori                           |
| --------- | ---------------------- | ------------------ | --------- | --------- | ----------------------------------- |
| #         |                        | Player             | Stecca    | Contratto | Luogo di nascita                    |
| 6         | Canada (bandiera)      | Michel Periard     | L         | 2009      | Berlino, Germania                   |
| 9         | Stati Uniti (bandiera) | Rich Brennan       | R         | 2009      | Schenectady, Stati Uniti            |
| 15        | Germania (bandiera)    | Stefan Schauer     | L         | 2010      | Schongau, Germania                  |
| 23        | Canada (bandiera)      | Christian Laflamme | R         | 2008      | Saint-Charles-sur-Richelieu, Canada |
| 24        | Germania (bandiera)    | Josef Frank        | R         | 2008      | Bad Tölz, Germania                  |
| 28        | Canada (bandiera)      | Alan Letang        | R         | 2008      | Renfrew, Canada                     |
| 49        | Germania (bandiera)    | David Cespiva      | R         | 2008      | Duisburg, Germania                  |
| 73        | Germania (bandiera)    | Shane Peacock *    | R         | 2008      | Edmonton, Canada                    |
| 77        | Canada (bandiera)      | Sean Brown         | L         | 2008      | Oshawa, Canada                      |
| 87        | Germania (bandiera)    | Florian Ondruschka | L         | 2010      | Selb, Germania                      |

| Attaccanti | Attaccanti             | Attaccanti          | Attaccanti | Attaccanti | Attaccanti | Attaccanti                         |
| ---------- | ---------------------- | ------------------- | ---------- | ---------- | ---------- | ---------------------------------- |
| #          |                        | Player              | Posizione  | Stecca     | Contratto  | Luogo di nascita                   |
| 10         | Canada (bandiera)      | Colin Beardsmore    | LW         | L          | 2008       | Peterborough, Canada               |
| 11         | Canada (bandiera)      | Scott King          | C          | R          | 2008       | Saskatoon, Canada                  |
| 18         | Canada (bandiera)      | Ahren Spylo         | LW         | L          | 2008       | Waterloo, Canada                   |
| 19         | Canada (bandiera)      | Greg Leeb           | C          | L          | 2008       | Red Deer, Canada                   |
| 20         | Germania (bandiera)    | Florian Keller      | RW         | R          | 2009       | Grafing, Germania                  |
| 21         | Stati Uniti (bandiera) | Shawn Carter        | C          | L          | 2009       | Eagle River, Stati Uniti           |
| 22         | Stati Uniti (bandiera) | Brian Swanson       | C          | L          | 2009       | Eagle River, Stati Uniti           |
| 26         | Canada (bandiera)      | André Savage        | RW         | R          | 2009       | Ottawa, Canada                     |
| 27         | Germania (bandiera)    | Petr Fical          | RW         | R          | 2010       | Jindřichův Hradec, Repubblica Ceca |
| 33         | Germania (bandiera)    | Björn Barta         | LW         | L          | 2009       | Berlino, Germania                  |
| 76         | Germania (bandiera)    | Uli Maurer          | W          | L          | 2008       | Garmisch-Partenkirchen, Germania   |
| 80         | Germania (bandiera)    | Aleksander Polaczek | W          | L          | 2009       | Opole, Polonia                     |
| 83         | Germania (bandiera)    | Adrian Grygiel      | W          | L          | 2008       | Katowice, Polonia                  |

Allenatore: Benoît Laporte
*: Ha passaporto tedesco.